# Kolonettenkrater

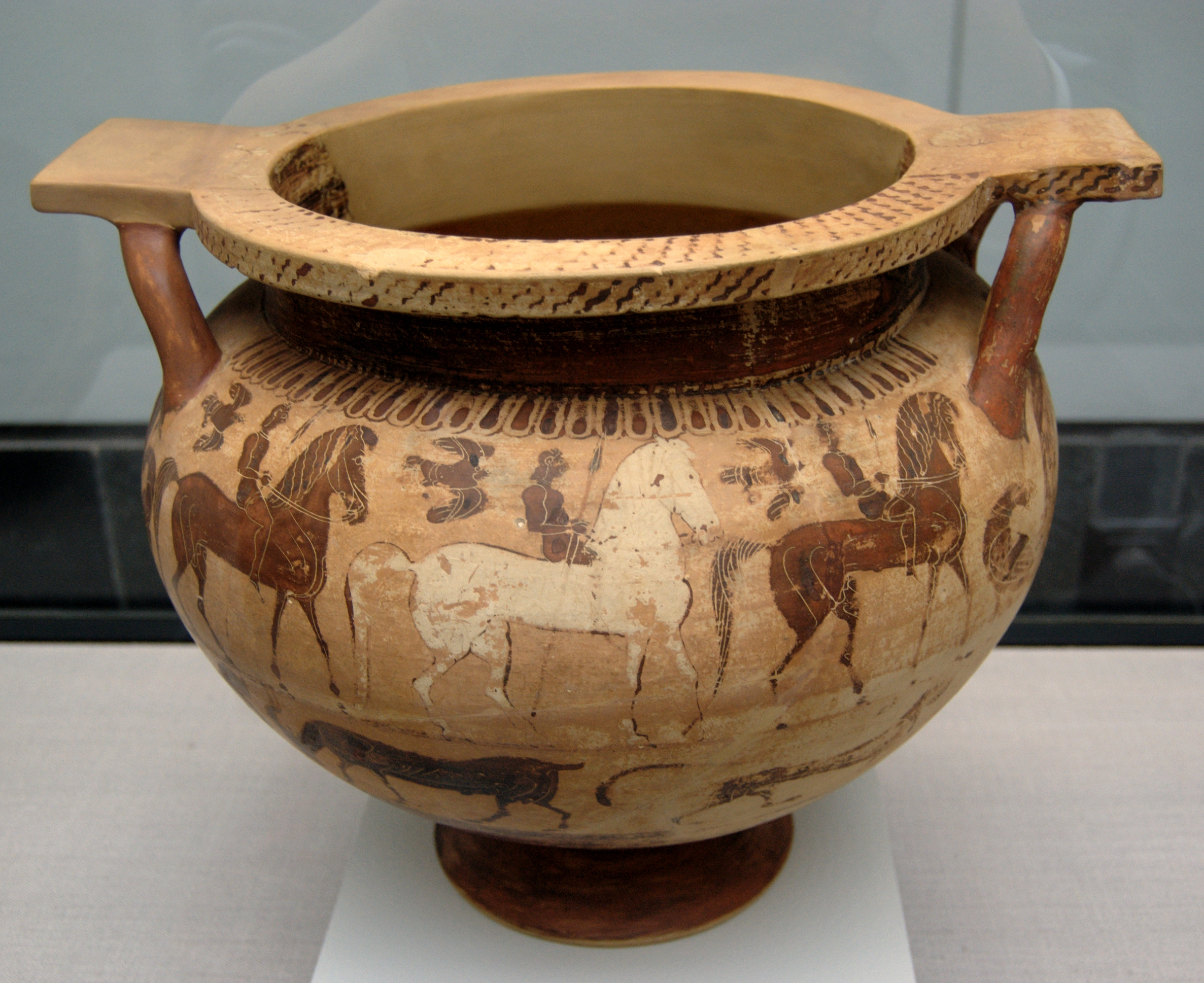
Korinthischer Kolonnettenkrater; Reiter; um 550 v. Chr.; Staatliche Antikensammlungen, München

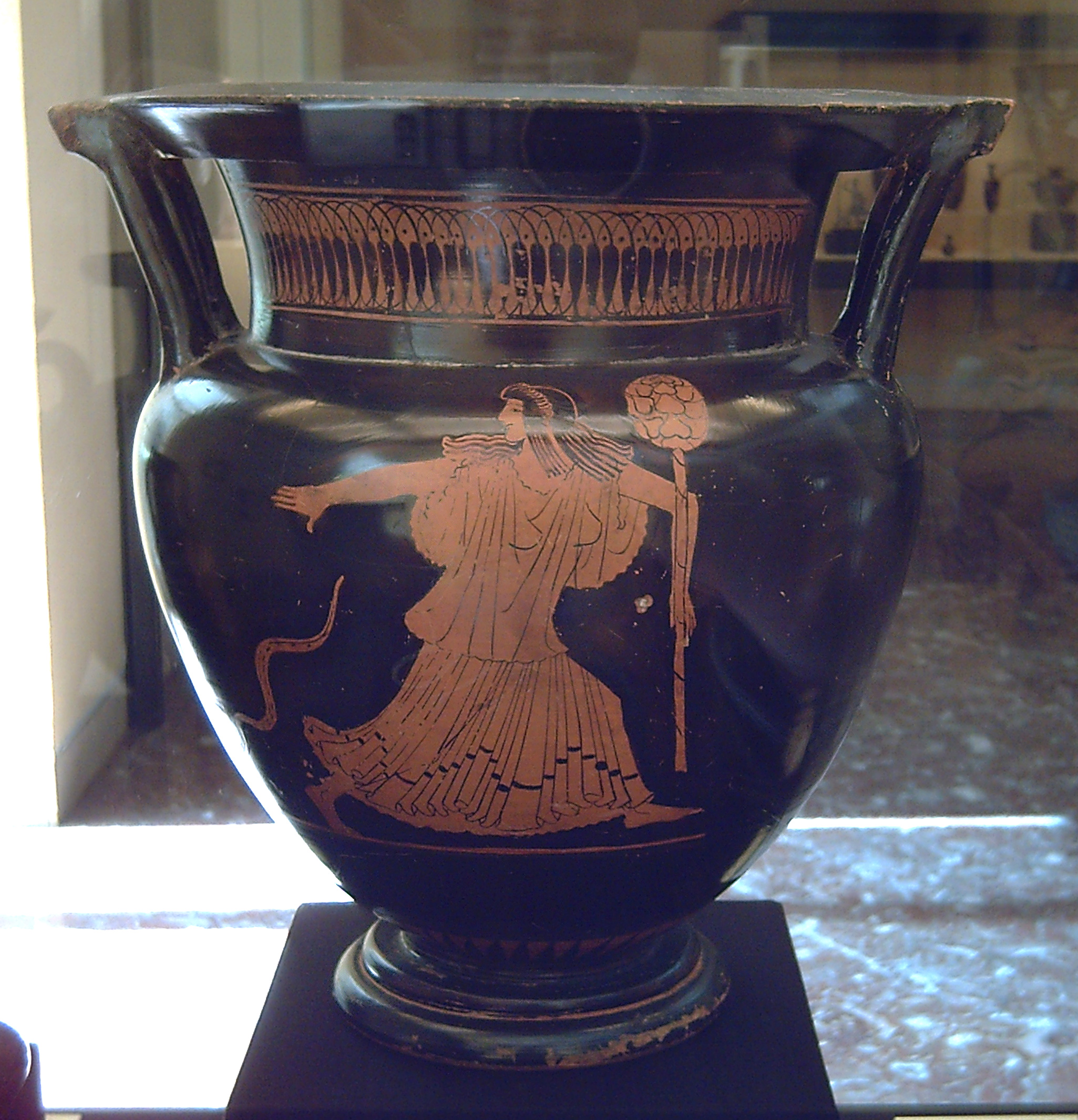
Attischer Kolonnettenkrater; vor einem Satyr flüchtende Mänade; zwischen 480/70 v. Chr.; Museo Arqueológico Nacional de España

Der Kolonettenkrater, auch Stangenhenkelkrater oder Kolonnettenkrater, war ein Typus des griechischen Weinmischgefäßes Krater. Er war der älteste der vier Standardtypen und wurde etwa um 700 v. Chr. in Korinth erfunden.
Seinen modernen Namen erhielt der Kolonnettenkrater nach seinen säulenförmigen Henkeln. Wegen seiner Herkunft aus Korinth hieß er im restlichen Griechenland Korinthios. Er war eine abgewandelte Form älterer Kratertypen; die Vorläufer lassen sich mindestens bis ins 8. Jahrhundert v. Chr. zurückverfolgen. Korinthische Neuerungen waren die Wölbung der Schulter und der vorkragende kantige Gefäßrand. In der früh- und mittelkorinthischen Zeit (etwa 625 bis 575 v. Chr.) wurden die Henkelplatten des Kraters mit Köpfen oder einzelnen Tieren geschmückt. Die Randoberseite verzierten die Maler in der frühkorinthischen Zeit mit Strahlen, in der mittelkorinthischen Zeit mit Blüten und in der mittel- und spätkorinthischen Phase mit einem Treppenzickzack-Muster. Der für Korinth typische Tierfries findet sich meist unter dem Hauptbild. Die Rückseite schmückten oft Löwen und Panther, Stiere, Eber, Ziegen und Vögel. Als Füllornamente dienten fast immer, abgesehen von wenigen spätkorinthischen Exemplaren, geritzte Rosetten. Der Kolonettenkrater war fast die einzige große Vasenform in Korinth; andere Kratere, Hydrien und Amphoren wurden nur selten produziert. In der spätkorinthischen Zeit wurde eine abgewandelte Variante, der Chalkidische Krater, produziert. Der Kolonettenkrater wurde in vielen Regionen Griechenlands übernommen und weiterentwickelt und erfreute sich lange Zeit großer Beliebtheit. In Attika entstand aus dem sehr bauchigen korinthischen Vorbild eine schmalere Variante, die sich nach unten hin verjüngte. In Unteritalien wurde er noch bis ins 4. Jahrhundert hergestellt.